# Alex Vallauri
Alex (Alessandro) Vallauri (Asmara, 9 de outubro de 1949 — São Paulo, 27 de março de 1987) foi um artista de origem etíope radicado no Brasil.

## Chegada no Brasil
Veio para o Brasil (cidade litorânea de Santos – onde treinou a técnica da gravura retratando as pessoas no porto de Santos – e mais tarde para a capital paulista) com a família no ano de 1965. Formado em Comunicação Visual pela Fundação Armando Álvares Penteado (instituição em que alguns anos mais tarde ministrou desenho). Em 1975 foi se especializar em Artes Gráficas no Litho Art Center na cidade de Estocolmo, na Suécia. Retornando ao Brasil em 1977, deu continuidade aos grafites em espaços públicos, desta vez nos muros de São Paulo. Ao mesmo tempo estudou novas maneiras de aplicações de gravura, como a xerografia. 

## Alex e oGraffiti
Pioneiro na arte do grafite no Brasil, Alex usou outros suportes além dos muros urbanos; estampou camisetas, bottons e adesivos. Para ele, o grafite é a forma de comunicação que mais se aproxima do seu ideário de arte para todos. Provavelmente Alex Vallauri foi o primeiro grafiteiro no Brasil. 
Seu interesse por objetos kitsch fez com que, em meados dos anos 1970, passasse a fotografar painéis de azulejos, pintados nos anos 1950 e colados nas paredes de restaurantes de São Paulo. Seus registros fotográficos resultaram no vídeo Arte para Todos, mostrado na Bienal Internacional de São Paulo em 1977.
Para outras documentações envolvendo a decoração kitsch passou a observar e registrar embrulhos de papel de confeitarias, padarias e outros tipos de comércios. Iniciou uma coleção de carimbos de uma fábrica com desenhos da década de 1950. Totalizando uma coletânea de 400 carimbos, Vallauri compôs suas obras utilizando esses carimbos em outras novas técnicas experimentadas por ele
As imagens apresentadas em seus trabalhos eram de simples e rápido entendimento, pois ele acreditava que uma vez expostas em meio ao caos da cidade, as imagens deveriam ser de imediata compreensão.

## Curiosidade: A Bota Preta
No final dos anos 1980, o grafite de uma bota preta, de salto fino e cano longo, foi um dos trabalhos do artista – produzido e inserido na paisagem urbana – no anonimato. Na mesma época, enviou para artistas e amigos uma sequência de postais manufaturados que consistiam em cópias de cartões postais, contendo edifícios históricos da cidade, com a intervenção do carimbo da bota preta sobreposto aos arranha-céus e com frases sobre a invasão da bota na cidade.
Apropriou-se também de imagens das histórias em quadrinhos e da história das artes.

## Exposições e premiações
Interferência Urbana-Grafite é uma documentação audiovisual resultante de um trabalho seu de três anos apresentado na Pinacoteca do Estado de São Paulo em sua individual intitulada: Muros de São Paulo.
Ganhou, em 1981, o prêmio Arte Comunicação da Associação Paulista de Críticos de Arte, pelo conjunto de sua obra.
As grandes características do trabalho de Alex Vallauri é o interesse de resgatar o passado, o apropriar-se das imagens, a recontextualização dos significados e as intervenções no cenário urbano.

## Últimos anos
Entre 1982 e 1983 foi para Nova Iorque para estudar artes gráficas no Pratt Institute. Voltando ao Brasil, passa a dar aulas na FAAP. Participou da 18ª Bienal de São Paulo, em 1985, com uma instalação, e seu trabalho mereceu retrospectiva no Museu da Imagem e do Som em 1998. Morreu em decorrência da Aids no dia 27 de março de 1987.
- " Alex Vallauri Graffiti", João j. Spinelli, Editora Bei, 2010, Brasil.ISBN 978-85-7850-046-7

Em São Paulo e no Rio de Janeiro, comemora-se em 27 de março o Dia do Grafite, em homenagem ao artista.